# Parti famille d'abord du Vanuatu
Le Parti Famille d'abord du Vanuatu (Family First Vanuatu Party) est un parti politique vanuatais. 

## Présentation
Il s'agit d'un petit parti fondé en 2008 pour unifier les chrétiens born again et « insister sur l'importance de la famille dans tous les aspects de la vie ». Il a pour source d'inspiration le parti politique australien du même nom.
Il obtint un siège aux élections législatives de 2008, celui de la candidate Eta Rory, l'une des deux seules femmes à être élues députées pour cette législature,. Elle fut brièvement ministre de l'Agriculture et des Pêcheries d'un éphémère gouvernement de coalition mené par Serge Vohor, du 25 avril au 13 mai 2011,, puis ministre de la Jeunesse et des Sports dans un gouvernement plus éphémère encore mené par Edward Natapei, du 20 au 26 juin 2011.
Le programme du parti lors de la campagne pour les élections de 2008 s'appuya sur les points suivants :
- priorité au maintien de l'ordre et de la sécurité
- accroissement du budget de la santé
- accroissement du budget de l'éducation
- promotion du « sens véritable » de la famille
- protection des droits des femmes et des enfants
- promotion de la jeunesse et des sports.

## Représentation au Parlement
| Élection | Sièges |
| -------- | ------ |
| 2008     | 1      |